# The Civilian
The Civilian est un film muet américain réalisé par Thomas H. Ince et sorti en 1912.

## Fiche technique
- Réalisation : Thomas H. Ince
- Scénario : Fred J. Balshofer, d'après son histoire
- Durée : 20 minutes
- Date de sortie : États-Unis : 20 novembre 1912

## Distribution
- Mae Marsh : Ethel Brown
- Jack Conway
- Robert Stanton
- Ann Little
- Francis Ford